# Connecteur USB
La version initiale de la norme USB a mis en place des connecteurs faciles à utiliser et robustes, des révisions additionnelles ont également ajouté des connecteurs plus petits permettant leur utilisation dans les appareils mobiles. La norme USB a apporté des connecteurs spécifiques et rétro-compatibles permettant des débits plus rapides allant jusqu’à 80 Gbit/s. La norme USB inclut également une alimentation électrique disponible pour les périphériques. Au départ limitée à 2,5 W, elle s'est adaptée aux besoins des utilisateurs et permet aujourd’hui de délivrer jusqu'à 240 W. 
Grâce à ses fonctionnalités, le connecteur USB s'est rapidement développé et il équipe aujourd'hui de nombreux appareils mobiles tels que les smartphones. 
De son côté, l'Union européenne a imposé l'utilisation du connecteur USB Type-C pour les appareils mobiles de petite taille à partir de 2024 et envisage d'étendre cette obligation aux ordinateurs portables, bien que certains considèrent que ce connecteur est peu robuste (avec ses 24 contacts sur 6,5 mm)[source insuffisante].

## Connecteur

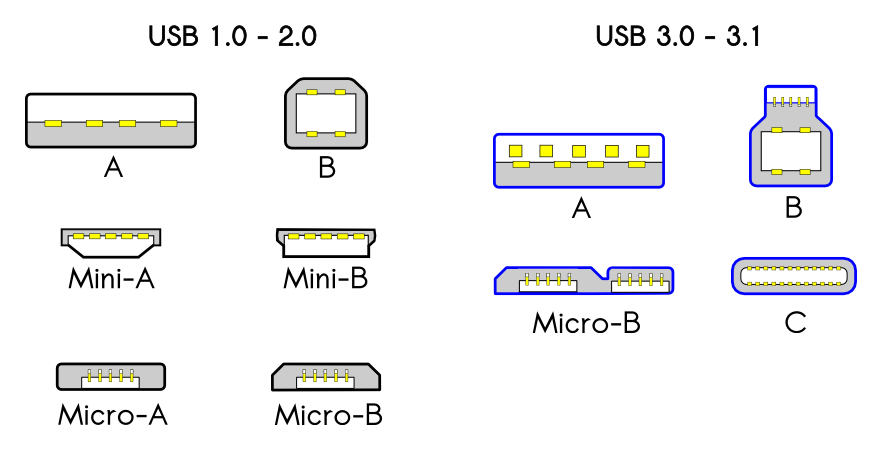
Connecteurs USB A, B et C et leurs déclinaisons selon la norme employée.

Contrairement à d'autres bus de communication, l'USB est directionnel, c'est-à-dire que l'un des appareils est considéré comme hôte et l'autre comme périphérique. Cela permet de s'assurer qu'aucune interaction non voulue ne se produise et n'endommage les appareils. L'USB intègre ces protections sous la forme de connecteurs spécifiques selon que l'appareil soit hôte ou périphérique. De par cette différentiation hôte-périphérique, les câbles USB possèdent un connecteur physique spécifique pour l'hôte d'un côté, noté USB A (connecteur "femelle"), et un connecteur spécifique au périphérique noté USB B (connecteur "mâle"). Les connecteurs peuvent posséder un code couleur permettant d'identifier leurs caractéristiques, par exemple la fonctionnalité SuperSpeed qui est identifiée grâce à la couleur bleue. 
Le connecteur hôte est le connecteur USB A, il se décline en trois tailles. La version classique est appelée Type-A. C'est la plus ancienne des trois tailles, mais également la plus grande et la plus résistante. Les deux autres versions ne sont arrivées qu'après, sous la forme de connecteurs plus petits avec les connecteurs dit Mini-A et Micro-A. De manière similaire, le connecteur périphérique est le connecteur USB B et se décline également en trois tailles différentes. La version dite Type-B est la plus grande et les connecteurs supplémentaires Mini-B et Micro-B ont ensuite été introduits. Ce dernier a été particulièrement utilisé par les appareils mobiles avant d'être remplacé par l'USB Type-C. Le connecteur à usage mixte est le connecteur USB Type-C, il n'existe que sous une unique forme et a été créé pour supplanter les connecteurs USB précédents. Il s'agit d'un connecteur réversible de forme oblongue qui possède 24 broches et qui permet de faire transiter de nombreux protocoles de communications tels que Display Port, Thunderbolt ou encore Power delivery.

### Propriétés

#### Durabilité
Étant donné que le connecteur USB est un connecteur dit hot-plug, c'est-à-dire que son utilisation consiste à être branché et débranché fréquemment d'un ordinateur en marche, il a été conçu pour supporter de nombreux cycles de branchement-débranchement. Il s'agit d'une différence majeure avec la plupart des autres connecteurs qui n’étaient pas aussi robustes. Les connecteurs standards doivent pouvoir supporter au moins 1 500 cycles, tandis que les mini-connecteurs doivent supporter 5 000 cycles et les connecteurs micro et Type-C doivent supporter 10 000 cycles. Pour permettre cela, un mécanisme de rétention utilise un ressort au niveau du connecteur chez les connecteurs micro. Dans un connecteur USB normal, la partie métallique qui entoure les connecteurs est insérée avant toutes les autres broches et est généralement mise à la terre, ce qui permet d'éliminer toute électricité statique et de permettre d’isoler les paires du câble contre les interférences extérieures. Les broches transportant des données sont en retrait par rapport aux broches transportant de l'énergie électrique, pour permettre au périphérique de s'allumer avant d'échanger des données. 

#### Compatibilités
La norme USB définit des tolérances minimales, que les connecteurs USB conformes doivent respecter pour éviter les incompatibilités entre les différents câbles et s'assurer qu'un connecteur ne gêne pas les connecteurs adjacents. 

### Types de connecteurs
Les premiers connecteurs à être définis sont les connecteurs Type A et B standards. Ils étaient de formes différentes pour indiquer clairement à l'utilisateur quel embout insérer. D'autres connecteurs ont ensuite été définis à cause du besoin de connecteurs plus petits et plus résistants.

#### Connecteurs standards

##### USB Type-A
La fiche (en:plug) USB Type-A est un rectangle de 12 ± 0,1 mm de large et 4,5 ± 0,1 mm de haut, le réceptacle associé mesure 12,5 ± 0,1 mm de large et 5,12 ± 0,1 mm de haut.

##### USB Type-B
La fiche USB Type-B 2.0 est un rectangle de 8 ± 0,1 mm de large et 7,26 ± 0,1 mm de haut dont les coins supérieurs sont tronqués, le réceptacle associé mesure 8,45 ± 0,1 mm de large et 7,78 ± 0,1 mm de haut.
La fiche USB Type-B 3.0 est un rectangle de 8 ± 0,1 mm de large et 10,44 ± 0,1 mm de haut dont l’appendice supérieur est large de 5,79 ± 0,1 mm, le réceptacle associé mesure 8,45 ± 0,1 mm de large et 7,78 ± 0,1 mm de haut.
Lors de l'arrivée de la norme USB 3.0, l'USB Implementer Forum introduit deux types de connecteurs USB Type-B SuperSpeed, La première version avec 9 broches qui est aujourd'hui utilisée ainsi qu'une version "Powered" permettant à un périphérique d'alimenter le hub auquel il serait branché grâce à deux broches supplémentaires. Cette version ne s'est cependant jamais développée et les versions suivantes de la norme USB l'ont abandonné.

##### USB Type-C
La fiche (en:plug) USB Type-C est un connecteur de forme oblongue, de 8,25 ± 0,03 mm de large et 2,4 ± 0,03 mm de haut. Le réceptacle associé mesure 8,34+0,06
 −0,02 mm de large et 2,56 ± 0,04 mm de haut.

#### Mini connecteurs

##### USB Mini-A
La fiche Mini-A et le réceptacle associé dit réceptacle AB ont été abandonnés par l'USB Implementer Forum en mai 2007 en faveur de l'USB Micro-A.

##### USB Mini-B
La fiche USB 2.0 Mini-B est un connecteur de 6,8+0,04
 −0,05 mm de large et 3+0,04
 −0,05 mm de haut dont les coins inférieurs sont tronqués, le réceptacle associé mesure 6,9+0,05
 −0,04 mm de large et 3,1+0,05
 −0,04 mm de haut.

#### Micro connecteurs

##### USB Micro-A
La fiche USB 2.0 Micro-A est un rectangle de 6,85+0,02
 −0,06 mm de large et 1,8+0,02
 −0,08 mm de haut, le réceptacle associé mesure 6,9+0,06
 −0,02 mm de large et 1,85+0,08
 −0,02 mm de haut.
Il existe aussi un réceptacle AB, qui accepte à la fois les fiches Micro-A et Micro-B (le rôle hôte ou périphérique est alors déterminé par OTG : voir la section câblage).

##### USB Micro-B
La fiche USB 2.0 Micro-B est un connecteur de 6,85+0,02
 −0,06 mm de large et 1,8+0,02
 −0,08 mm de haut dont les coins inférieurs sont tronqués.
Le réceptacle associé mesure 6,9+0,06
 −0,02 mm de large et 1,85+0,08
 −0,02 mm de haut.

## Câblage
Les connecteurs USB possèdent des câblages différents selon qu'ils sont de haute vitesse jusqu’à la norme USB 2.0 ou de très haute vitesse (SuperSpeed) à partir la norme USB 3.0.

### USB 2.0
Connecteurs mini et micro ont un contact de masse en plus (n°5) que les connecteurs standard.

#### Connecteurs standard
| Broche | Fonction | Couleur | Description                                                  |
| ------ | -------- | ------- | ------------------------------------------------------------ |
| 1      | VBUS     | Rouge   | +5 V ; +5 V ; +9 V ; +15 V ; +20 V avec l'USB Power Delivery |
| 2      | D-       | Blanc   | Paire différentielle pour les données -                      |
| 3      | D+       | vert    | Paire différentielle pour les données +                      |
| 4      | GND      |         | masse                                                        |

#### Connecteurs mini et connecteurs micro
| Broche | Fonction | Couleur      | Description |
| ------ | -------- | ------------ | --- |
| 1      | VBUS     | Rouge        | +5 V ; +5 V ; +9 V ; +15 V ; +20 V avec l'USB Power Delivery                                                                   |
| 2      | D-       | Blanc        | Paire différentielle pour les données -                                                                                        |
| 3      | D+       | vert         | Paire différentielle pour les données +                                                                                        |
| 4      | ID       | pas de câble | connecteur On-The-go, permet de différencier hôte et périphérique : - Hôte : connecté à la masse - Périphérique : non connecté |
| 5      | GND      | Noir         | Masse |

### USB 3.0: connecteurs de transition

#### Connecteurs standards A et B SuperSpeed
| Broche | Fonction   | Fonction   | Fonction  | Couleur | Description                                                  |
| Broche | USB Type-A | USB Type-B |           | Couleur | Description                                                  |
| ------ | ---------- | ---------- | --------- | ------- | ------------------------------------------------------------ |
| 1      | VBUS       | VBUS       | VBUS      | Rouge   | +5 V ; +5 V ; +9 V ; +15 V ; +20 V avec l'USB Power Delivery |
| 2      | D-         | D-         | D-        | Blanc   | Paire différentielle pour les données -                      |
| 3      | D+         | D+         | D+        | Vert    | Paire différentielle pour les données +                      |
| 4      | GND        | GND        | GND       | Noir    | Masse                                                        |
| 5      | SSRX-      | SSTX-      | SSTX-     | Bleu    | Paire différentielle SuperSpeed                              |
| 6      | SSRX+      | SSTX+      | SSTX+     | Jaune   | Paire différentielle SuperSpeed                              |
| 7      | GND_DRAIN  | GND_DRAIN  | GND_DRAIN |         | Masse pour le signal                                         |
| 8      | SSTX-      | SSRX-      | SSRX-     | Violet  | Paire différentielle SuperSpeed                              |
| 9      | SSTX+      | SSRX+      | SSRX+     | Orange  | Paire différentielle SuperSpeed                              |

#### Connecteurs type-B SuperSpeed "Powered"
| Broche | Fonction  | Couleur | Description                                                  |
| ------ | --------- | ------- | ------------------------------------------------------------ |
| 1      | VBUS      | Rouge   | +5 V ; +5 V ; +9 V ; +15 V ; +20 V avec l'USB Power Delivery |
| 2      | D-        | Blanc   | Paire différentielle pour les données -                      |
| 3      | D+        | Vert    | Paire différentielle pour les données +                      |
| 4      | GND       | Noir    | Masse                                                        |
| 5      | SSTX-     | Bleu    | Paire différentielle SuperSpeed                              |
| 6      | SSTX+     | Jaune   | Paire différentielle SuperSpeed                              |
| 7      | GND_DRAIN |         | Masse pour le signal                                         |
| 8      | SSRX-     | Violet  | Paire différentielle SuperSpeed                              |
| 9      | SSRX+     | Orange  |                                                              |
| 10     | DPWR      |         | Alimentation fournie par le périphérique                     |
| 11     | DGND      |         | Masse pour DPWR                                              |

#### Connecteurs Micro SuperSpeed
| Broche | Fonction    | Fonction    | Couleur      | Description |
| Broche | USB Micro-A | USB Micro-B |              | Description |
| ------ | ----------- | ----------- | ------------ | --- |
| 1      | VBUS        | VBUS        | Rouge        | +5 V ; +5 V ; +9 V ; +15 V ; +20 V avec l'USB Power Delivery                                                                   |
| 2      | D-          | D-          | Blanc        | Paire différentielle pour les données -                                                                                        |
| 3      | D+          | D+          | vert         | Paire différentielle pour les données +                                                                                        |
| 4      | ID          | ID          | pas de câble | connecteur On-The-go, permet de différencier hôte et périphérique : - Hôte : connecté à la masse - Périphérique : non connecté |
| 5      | GND         | GND         | Noir         | Masse |
| 6      | SSRX-       | SSTX-       | Bleu         | Paire différentielle SuperSpeed                                                                                                |
| 7      | SSRX+       | SSTX+       | Jaune        | Paire différentielle SuperSpeed                                                                                                |
| 8      | GND_DRAIN   | GND_DRAIN   |              | Masse pour le signal |
| 9      | SSTX-       | SSRX-       | Violet       | Paire différentielle SuperSpeed                                                                                                |
| 10     | SSTX+       | SSRX+       | Orange       | Paire différentielle SuperSpeed                                                                                                |

### USB 3.0 et suivants, USB-4

#### Connecteur standard C

USB Type-C SuperSpeed

| Broche      | A12   | A11                             | A10                             | A9           | A8                     | A7                                      | A6                                      | A5                     | A4           | A3                              | A2                              | A1    |
| Fonction    | GND   | SSRX2+                          | SSRX2-                          | VBUS         | SBU1                   | D-                                      | D+                                      | CC1                    | VBUS         | SSTX1-                          | SSTX1+                          | GND   |
| Description | Masse | Paire différentielle SuperSpeed | Paire différentielle SuperSpeed | Alimentation | Canal auxiliaire       | Paire différentielle pour les données - | Paire différentielle pour les données + | Canal de configuration | Alimentation | Paire différentielle SuperSpeed | Paire différentielle SuperSpeed | Masse |
| Description | Masse | Paire différentielle SuperSpeed | Paire différentielle SuperSpeed | Alimentation | Canal de configuration | Paire différentielle pour les données + | Paire différentielle pour les données - | Canal auxiliaire       | Alimentation | Paire différentielle SuperSpeed | Paire différentielle SuperSpeed | Masse |
| Fonction    | GND   | SSTX2+                          | SSTX2-                          | VBUS         | CC2                    | D+                                      | D-                                      | SBU2                   | VBUS         | SSRX1-                          | SSRX1+                          | GND   |
| Broche      | B1    | B2                              | B3                              | B4           | B5                     | B6                                      | B7                                      | B8                     | B9           | B10                             | B11                             | B12   |

## Débit et puissance

### Résumé des débits
| Nom                  | Année | Encodage      | Paires      | topologie du lien  | fonctionnement du lien      | Débit théorique par paire | Débit théorique descendant | Débit théorique montant | Logo  |
| -------------------- | ----- | ------------- | ----------- | ------------------ | --------------------------- | ------------------------- | -------------------------- | ----------------------- | ----- |
| USB 1.0 "low speed"  | 1996  | NRZI          | 1           | paire unique       | Half-Duplex                 | 1,5 Mbit/s                | 1,5 Mbit/s                 | 1,5 Mbit/s              |       |
| USB 1.1 "full speed" | 1998  | NRZI          | 1           | paire unique       | Half-Duplex                 | 12 Mbit/s                 | 12 Mbit/s                  | 12 Mbit/s               |       |
| USB 2.0 "high speed" | 2000  | NRZI          | 1           | paire unique       | Half-Duplex                 | 480 Mbit/s                | 480 Mbit/s                 | 480 Mbit/s              |       |
| USB 3.2 Gen 1x1      | 2008  | 8b/10b        | 1 tx / 1 rx | symétrique         | Full-Duplex (multi-simplex) | 5 Gbit/s                  | 5 Gbit/s                   | 5 Gbit/s                |       |
| USB 3.2 Gen 1x2      | 2017  | 8b/10b        | 2 tx / 2 rx | symétrique agrégé  | Full-Duplex (multi-simplex) | 5 Gbit/s                  | 10 Gbit/s                  | 10 Gbit/s               |       |
| USB 3.2 Gen 2x1      | 2013  | 128b/132b     | 1 tx / 1 rx | symétrique         | Full-Duplex (multi-simplex) | 10 Gbit/s                 | 10 Gbit/s                  | 10 Gbit/s               |       |
| USB 3.2 Gen 2x2      | 2017  | 128b/132b     | 2 tx / 2 rx | symétrique agrégé  | Full-Duplex (multi-simplex) | 10 Gbit/s                 | 20 Gbit/s                  | 20 Gbit/s               |       |
| USB4 Gen 2x1         | 2019  | 64b/66b       | 1 tx / 1 rx | symétrique         | Full-Duplex (multi-simplex) | 10 Gbit/s                 | 10 Gbit/s                  | 10 Gbit/s               |       |
| USB4 Gen 2x2         | 2019  | 64b/66b       | 2 tx / 2 rx | symétrique agrégé  | Full-Duplex (multi-simplex) | 10 Gbit/s                 | 20 Gbit/s                  | 20 Gbit/s               |       |
| USB4 Gen 3x1         | 2019  | 128b/132b     | 1 tx / 1 rx | symétrique         | Full-Duplex (multi-simplex) | 20 Gbit/s                 | 20 Gbit/s                  | 20 Gbit/s               |       |
| USB4 Gen 3x2         | 2019  | 128b/132b     | 2 tx / 2 rx | symétrique agrégé  | Full-Duplex (multi-simplex) | 20 Gbit/s                 | 40 Gbit/s                  | 40 Gbit/s               |       |
| USB4 Gen 4           | 2022  | PAM3 11b / 7t | 2 tx / 2 rx | symétrique agrégé  | Full-Duplex (multi-simplex) | 40 Gbit/s                 | 80 Gbit/s                  | 80 Gbit/s               | [ 9 ] |
| USB4 Gen 4           | 2022  | PAM3 11b / 7t | 3 tx / 1 rx | asymétrique agrégé | Full-Duplex (multi-simplex) | 40 Gbit/s                 | 40 Gbit/s                  | 120 Gbit/s              | [ 9 ] |
| USB4 Gen 4           | 2022  | PAM3 11b / 7t | 1 tx / 3 rx | asymétrique agrégé | Full-Duplex (multi-simplex) | 40 Gbit/s                 | 120 Gbit/s                 | 40 Gbit/s               | [ 9 ] |

Depuis la version 2.0 de la norme USB4, les configurations de paires asymétriques ont été définies. Dans une configuration de type asymétrique, l'un des côtés du lien opère avec trois paires pour la transmission et une paire pour la réception, tandis que l'autre côté du lien opère avec trois paires pour la réception et une paire pour la transmission. Cette configuration asymétrique n'est supportée que par les liens Gen 4 qui peuvent donc être soit symétrique soit asymétriques, en effet les liens Gen 3 et Gen 2 ne supportent pas cette configuration et sont donc toujours symétriques. Les liens Gen 4 ne peuvent opérer que de façon agrégée, il n'existe donc pas de mode 1 tx / 1 rx pour l' USB4 Gen 4.
Dans le cas des liens Gen 4, le signal est transmis grâce à un encodage PAM3 (Modulation d'impulsions en amplitude ou Pulse Amplitude Modulation (PAM) en anglais à 3 niveaux) à une vitesse de 25,6 gigabaud par paire où chaque symbole encode 11/7 bits (environ 1,57 bits) grâce à un mappage 11 bits à 7 trits (2048 codes à 2187 codes), cela représente une efficacité de plus de 99 % par rapport à l'efficacité maximale de {\displaystyle \log _{2}(3)} bits.

### Articles Connexes
- USB
- USB Type-C
- Transmission série